# Centrophorus niaukang
El quelvacho taiwanés, Centrophorus niaukang, es una especie de tiburón perro de aguas profundas.

## Características físicas
El quelvacho Taiwanés carece de aleta anal, tiene dos aletas dorsales con pequeñas espinas y una aleta caudal con un borde posterior más vertical. La longitud máxima es de 154 cm. Los dientes del tiburón son irregulares y pueden penetrar fácilmente la piel.

## Distribución y hábitat
El quelvacho Taiwanés, como su nombre indica, sólo se encuentra cerca de Taiwán.
Vive a una profundidad alrededor de 250 m.

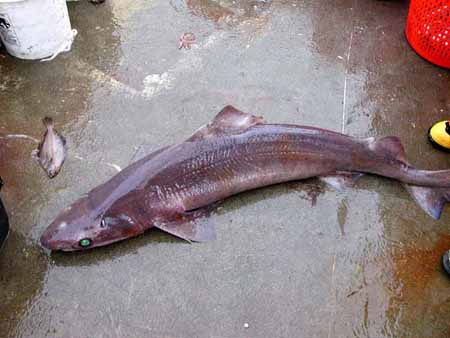
ejemplar capturado de quelvacho taiwanés.